# Valle Verde, Michoacán de Ocampo
Valle Verde är en ort i Mexiko.   Den ligger i kommunen Zitácuaro och delstaten Michoacán de Ocampo, i den södra delen av landet, 130 km väster om huvudstaden Mexico City. Valle Verde ligger 1 917 meter över havet och antalet invånare är 1 617.
Terrängen runt Valle Verde är huvudsakligen kuperad, men åt nordost är den bergig. Runt Valle Verde är det tätbefolkat, med 319 invånare per kvadratkilometer. Närmaste större samhälle är Heróica Zitácuaro, 4,0 km söder om Valle Verde. Omgivningarna runt Valle Verde är en mosaik av jordbruksmark och naturlig växtlighet.